# Тіссамахарама (підрозділ окружного секретаріату)
Підрозділ окружного секретаріату Тіссамахарама — підрозділ окружного секретаріату округу Хамбантота, Південна провінція, Шрі-Ланка. Складається з 27 Грама Ніладхарі.